# گری گریور
گری گریور (انگلیسی: Gary Graver؛ ۲۰ ژوئیه ۱۹۳۸ – ۱۶ نوامبر ۲۰۰۶) کارگردان فیلم و فیلم‌بردار اهل ایالات متحده آمریکا بود.
از فیلم‌هایی که وی در آن نقش داشته است، می‌توان به ت مثل تقلب و یورش دختران زنبوری اشاره کرد.